# Xylopia decorticans
Xylopia decorticans este o specie de plante angiosperme din genul Xylopia, familia Annonaceae, descrisă de David Mark Johnson și Lobão. Conform Catalogue of Life specia Xylopia decorticans nu are subspecii cunoscute.